# Máquina de experiencias
La máquina de las experiencias es una corta sección del libro Anarquía, Estado y Utopía del filósofo Robert Nozick. Esta sección del texto constituye uno de los más renombrados intentos de refutación del hedonismo ético, utilizando para ello una idea de elección entre la realidad diaria y una realidad simulada aparentemente preferible. Sin embargo, esta idea de una máquina capaz de producir experiencias y placer no es algo nuevo; muy por el contrario, ha aparecido regularmente en la ciencia ficción.

## El experimento mental

### Argumentación
La argumentación sigue estas líneas:
- P1: Todo lo que nos interesa es experimentar el mayor placer que nos sea posible.
- P2: Si experimentamos más placer al hacer X en lugar de no hacerlo, entonces, debemos hacer X.
- P3: Si nos conectamos a una máquina de las experiencias, experimentaremos más placer que si no nos conectamos a ella.
- C1: Si todo lo que nos importa a nosotros es experimentar tanto placer como podamos, entonces, nosotros debemos conectarnos a la máquina de las experiencias (P1&P2, por MP).
- P4: No deberíamos conectarnos en la máquina de las experiencias.
- C2: El experimentar tanto placer como nos sea posible no es todo lo que nos interesa a nosotros (C1&P4, por MTT).

### Razones para no conectarnos a la máquina
Robert Nozick plantea tres razones por las cuales no es conveniente conectarse a una máquina (es decir, para justificar la P4 del razonamiento anterior):
1. Queremos hacer ciertas cosas, no sólo tener la experiencia de hacerlas. "Ello es sólo porque primero queremos hacer las acciones por lo que queremos la experiencia de hacerlas o pensar que las hemos hecho".[2]
2. Queremos ser de cierta forma, ser un cierto tipo de persona. "Alguien que flota de un tanque es una burbuja indeterminada".[2]
3. Conectarse a una máquina de experiencias nos limita a una realidad hecha por el hombre, a un lugar donde "no hay ningún contacto efectivo con ninguna realidad más profunda; aunque su experiencia se pueda simular".[2]

### Conclusión
Nozick firmemente cree que hay componentes de nuestras vidas que importan en adición a nuestras experiencias. Lo que más perturba de la máquina de la experiencia es que, en definitiva, ella viva nuestra vida por nosotros. Sin embargo, podemos aprender esto, el sostiene, simplemente imaginando la máquina, y luego decidiendo que nosotros no la usaríamos. Si esto es cierto, luego, Nozick expone que el hedonismo es derrotado.